# Sheng Xiaomei
Sheng Xiaomei (* 14. Januar 1983) ist eine auf Sprintstrecken spezialisierte chinesische Eisschnellläuferin.
Sheng Xiaomei debütierte im November 2006 im Weltcup. Bei vier Auftritten auf der 500-Meter-Strecke lief sie bisher unter die ersten Zehn und konnte sich somit auf Anhieb in der Weltspitze etablieren.

## Eisschnelllauf-Weltcup-Platzierungen
| Platzierung | 100 m | 500 m | 1000 m | 1500 m | 3000 m | 5000 m | Team |
| ----------- | ----- | ----- | ------ | ------ | ------ | ------ | ---- |
| 1. Platz    |       |       |        |        |        |        |      |
| 2. Platz    |       |       |        |        |        |        |      |
| 3. Platz    |       |       |        |        |        |        |      |
| Top 10      | 1     | 4     |        |        |        |        |      |

(Stand: 3. Dez. 2006)